# Niño francés desconocido (Juegos Olímpicos de París 1900)
Se tiene registro de que un «niño francés desconocido» participó como timonel del equipo mixto (que era el equipo neerlandés antes de la incorporación del niño) ganador del oro en la competencia masculina de remo en pareja con timonel en los Juegos Olímpicos de París 1900. Considerado posiblemente el medallista olímpico más joven de la historia, la identidad del niño sigue siendo desconocida y ha sido objeto de investigación durante muchos años. A pesar de que en los archivos olímpicos se le conoce como el «niño francés desconocido», no se conoce con certeza su nacionalidad.

## Juegos Olímpicos de París 1900
El equipo de remo neerlandés con timonel participó inicialmente con un timonel adulto llamado Hermanus Brockmann, pero se dieron cuenta de que tener tres adultos en el bote lo hacía demasiado pesado. Antes de la final, los remeros François Brandt y Roelof Klein eligieron al azar a un niño entre la multitud parisina para que fuera su nuevo timonel. El niño era tan ligero que tuvieron que añadir un peso al bote para que mantuviera el equilibrio. El menor peso del chico contribuyó a la victoria del equipo (aún no se entregaban medallas de oro), superando al barco francés por dos décimas de segundo. Después de ganar, los tres posaron para una fotografía antes de que el niño desapareciera entre la multitud.
Algunos historiadores creen que el niño tenía alrededor de ocho años cuando participó en los Juegos Olímpicos, lo que lo convertiría en el campeón olímpico más joven de la historia. Sin embargo, algunos investigadores como Tony Bijkerk creen que tenía doce o trece años en ese momento, lo que lo haría mayor que Dimitrios Loundras, un gimnasta griego que ganó el bronce a los diez años en los Juegos Olímpicos de Atenas 1896.

## Identidad
El historiador Hilary Evans describió la identidad del niño como «el mayor misterio olímpico de todos», mientras que David Wallechinsky lo llamó «el gran misterio de la historia olímpica». En los archivos olímpicos de Lausana nunca se lo menciona por su nombre, sino que aparece sistemáticamente como el «niño francés desconocido». La única fotografía conocida del niño fue descubierta por Tony Bijkerk, quien pasó casi cincuenta años intentando descubrir su identidad.
Bill Mallon, el historiador oficial del Comité Olímpico y Paralímpico Estadounidense, estudió varias revistas de remo francesas y alemanas de la década de 1900; ninguna de estas fuentes menciona al timonel. Entrevistó a la hija de uno de los remeros en los años 1980, pero ella dijo que su padre nunca habló del niño.
En 2016, el historiador georgiano Paata Natsvlishvili planteó la hipótesis de que el timonel no era francés en absoluto, sino en realidad un niño georgiano llamado Giorgi Nikoladze que había estado de gira por Europa con su familia en el momento de los Juegos Olímpicos de París 1900. Según Natsvlishvili, la hermana de Nikoladze le había contado en una entrevista en la década de 1980 que su hermano había ganado una carrera de botes en Francia durante ese período. De adulto, Giorgi Nikoladze se convirtió en matemático, metalúrgico y profesor en la Universidad Estatal de Tiflis. Sin embargo, algunos historiadores de la Sociedad Internacional de Historiadores Olímpicos no estaban convencidos de que Nikoladze fuera realmente el timonel desconocido debido a la evidencia circunstancial. Bill Mallon dijo que el niño desconocido sólo se parecía «un poco» a Nikoladze.